# Acartia erythraea
Acartia erythraea är en kräftdjursart som beskrevs av Giesbrecht 1889. Acartia erythraea ingår i släktet Acartia och familjen Acartiidae. Inga underarter finns listade i Catalogue of Life.